# اندی رابرتز (بازیکن فوتبال)
اندی رابرتز (انگلیسی: Andy Roberts؛ زادهٔ ۲۰ مارس ۱۹۷۴) بازیکن فوتبال اهل بریتانیا است.
از باشگاه‌هایی که در آن بازی کرده‌است می‌توان به باشگاه فوتبال کریستال پالاس، باشگاه فوتبال نوریچ سیتی، باشگاه فوتبال میلوال، و باشگاه فوتبال ویمبلدون اشاره کرد.
وی همچنین در تیم ملی فوتبال زیر ۲۱ سال انگلستان بازی کرده‌است.